# Urbaba
Urbaba, Ur-Baba o Urbau fue un ensi de la ciudad sumeria de Lagash que gobernó entre 2164 a. C. y 2144 a. C. (durante el Renacimiento Sumerio). Urbaba sucedió en el trono a Kaku y fue sucedido por su yerno Gudea.
Durante su reinado Lagash obtuvo la hegemonía en la región de Sumeria: su hija Enanepeda fue nombrada sacerdotisa del templo de Nannar en Ur, lo que implica que dominaba esa región.
| Predecesor: Kaku | Ensi de Lagash 2164 a. C. y 2144 a. C. | Sucesor: Gudea |

- Datos: Q708896
- Multimedia: Ur-Bau / Q708896